# Софія Анна Вишневецька
Софія Анна Вишневецька (нар. 1568  — пом. 4 лютого 1619) — представниця українського магнатського і князівського роду.

## Життєпис
Походила зі знатного роду Вишневецьких. Друга донька князя Андрія Вишневецького та Еуфимії Вержбицької. У 1584 році після смерті батька разом з сестрами поділила дідичні землі, отримавши Моравіце з фільварками Княгининем і Грушвицею (в Луцькому повіті). Втім перебувала під опікою матері. У 1587 році Софія відкинула сватання Кшиштофа Дорогостайського.
У 1588 або 1589 році вийшла заміж за представника впливового роду Паців — кальвініста Яна Паца. У 1600 році разом з чоловіком перейшла до католицтва. Разом з чоловіком була однією з покровителів Мульчицького Онуфріївського монастиря (в сучасному с. Мульчиці Володимирецького району Рівненської області України).
У 1609 році передала в оренду Семену Кміті та Аарону Ізаковичу містечко Володимирець. В орендному договорі зазначалося, що орендарі мають право міщан і бояр судити та карати, але не могли виносити смертні вироки, що їх необхідно було узгоджувати з урядником княгині. У 1610 році помирає чоловік Ян Пац.
Незабаром після смерті свого чоловіка вийшла заміж за представника заможної литовської шляхти Кшиштофа Вацлава Шемета. Стосовно дітей у цьому шлюбі нічого невідомо. Померла на початку 1619 року. Похована у кафедральному соборі м. Вільно.

## Родина
1. Чоловік — Ян Пац (1563—1610), воєвода мінський
Діти:
- Кшиштоф (1583)
- Олександр (1584—1635), чоловік Зофії Рафалович-Головщинської
- Авреліан, монах-бернардинець
- Ян-Казимир (1590—1653), маршалок Литовського трибуналу
- Павло (помер дитиною)
- Фелікс (помер дитиною)
- Ганна

2. Чоловік — Кшиштоф Вацлав Шемет, староста росенський
дітей не було